# Рахель Цангари, Афина
Афина́ Рахе́ль Цанга́ри (греч. Αθηνά Ραχήλ Τσαγγάρη; 2 апреля 1966, Афины, Греция) — греческий продюсер, режиссёр, сценарист, актриса, художник. Многократный лауреат множества международных кинофестивалей.

## Биография
Афина Рахель Цангари родилась 2 апреля 1966 года в Афинах.
Она изучала компаративное литературоведение, философию и драматургию в Университете Аристотеля в Салониках, затем занялась исследованиями перформативных практик в Школе искусств Тиш Нью-Йоркского университета. По окончании обучения, Цангари переехала в Остин, где поступила в Техасский университет на курс режиссуры.
Однако первый опыт работы в кино Цангари получила до поступления в университет: в 1991 году она сыграла роль греческой тетушки в фильме Ричарда Линклейтера «Халявщик».
В 1997 году, ещё будучи студенткой, Цангари стала организатором и куратором международного фестиваля короткометражных фильмов «Cinematexas», который проводился в течение 10 лет вплоть до 2007 года. Приглашенными кураторами фестиваля в разные годы были Джим Джармуш, Тодд Хейнс, Вернер Херцог.
Итогом обучения в Техасском университета стал короткометражный научно-фантастический роуд-муви «The Slow Business of Going», снятый в 9 различных городах. Фильм получил несколько наград и был включен в постоянную коллекцию MoMA.
В 2004 году Цангари была приглашена в качестве дизайнера и режиссёра видео для работы над церемонией открытия и закрытия Олимпийских игр в Афинах в творческой группе под руководством художника и режиссёра Димитриса Папаиоанну. С тех пор она регулярно выступает как проектный дизайнер: в 2008 году она создала для Столичного музея в Бейджанге инсталляцию по мотивам прошедших Олимпийских игр; в 2009 году подготовила программу к открытию Нового музея Акрополя.
В 2004 году Цангари основала в Афинах компанию «Haos Film», ставшую воплощением представлений о независимой кинематографической площадке, которые сформировались ещё во время учёбы в Остине. Компания участвует во всем процессе производства фильма: от подготовительного этапа до постпродакшна. С «Haos Film» связаны практически все проекты Цангари — как режиссёрские работы («Аттенберг», «Капсула», «Шевалье»), так и продюсерские (в том числе три фильма Йоргоса Лантимоса: «Кинетта», «Клык», «Альпы»).
В 2012 и 2014 годах Цангари выступала креативным помощником на фестивале «Sundance». В 2013 году вместе с Сюзанной Биер, Тимом Робинсом и Ширин Нешат входила в состав жюри Берлинского кинофестиваля, возглавляемого в тот год Вонгом Кар Ваем. В 2014—2015 академическом году Цангари в качестве приглашенного лектора работала в Гарвардском Университете в Бостоне.
Афина Рахиль Цангари — многократный лауреат множества международных кинофестивалей и премий: уже первая короткометражная лента, «The Slow Business of Going», получила более 10 наград и специальных упоминаний, среди которых — премии «The Village Voice», Роттердамского кинофестиваля, Эдинбургского кинофестиваля, Нью-Йоркского фестиваля андеграундных фильмов; первый полнометражный фильм, «Аттенберг», премьера которого состоялась на 67-м Венецианском кинофестивале, завоевал множество различных наград, претендовал на получение Золотой пальмовой ветви.
Вместе с Йоргосом Лантимосом, Бабисом Макридисом и другими молодыми режиссёрами Афину Рахель Цангари называют представителем «нового греческого кино», однако сама она эту принадлежность отрицает: «Никакого течения нет. Мы работаем вместе, поэтому у нас появился свой собственный язык, непохожий на язык остального греческого кино. Мы основали компанию для режиссёров, мы не зависим от продюсеров и сами продюсируем картины друг друга».

## Фильмография

### Режиссёр
- 2000 — «The Slow Business of Going»
- 2010 — «Аттенберг» (англ. Attenberg)
- 2012 — «Капсула» (англ. The Capsule)
- 2013 — «Венеция 70: Перезагрузка будущего» (англ. Venice 70: Future Reloaded), фрагмент «24 Frames per Century»
- 2013 — «Борджиа» (англ. Bordgia), два эпизода
- 2015 — «Шевалье» (анг. Chevalier)
- 2024 — «Урожай» (англ. Harvest)

### Продюсер
- 2000 — «The Slow Business of Going»
- 2005 — «Кинетта» (греч. Κινέτα), реж. Йоргос Лантимос
- 2006 — «Palestine Blues», реж. Нида Синнокрот
- 2009 — «Клык» (греч. Κυνόδοντας), реж. Йоргос Лантимос
- 2010 — «Любовь ненависти» (англ. Lovers of Hate), реж. Брайан Пойсер
- 2011 — «Альпы» (греч. Αλπεις), реж. Йоргос Лантимос
- 2012 — «Капсула» (англ. The Capsule)
- 2013 — «Перед полуночью» (англ. Before Midnight), реж. Ричард Линклейтер
- 2014 — «Lake Los Angeles», реж. Майк Отт
- 2015 — «Зверинец» (англ. Petting Zoo), реж. Мика Маджи

### Сценарист
- 2000 — «The Slow Business of Going»
- 2010 — «Аттенберг» (англ. Attenberg)
- 2012 — «Капсула» (англ. The Capsule)
- 2015 — «Шевалье» (анг. Chevalier)

### Актриса
- 1990 — «Халявщик» (англ. Slacker), реж. Ричард Линклейтер
- 2013 — «Перед полуночью» (англ. Before Midnight), реж. Ричард Линклейтер